# Can Bosch (Lliçà d'Amunt)
Can Bosch és una masia de Lliçà d'Amunt inclosa en l'Inventari del Patrimoni Arquitectònic de Catalunya.

## Descripció
Edifici aïllat amb un cos annex a la part lateral dreta. Masia de planta rectangular amb coberta a doble vessant i carener perpendicular a la façana, que és plana, feta de pedra de riu, arrebossada, acabada amb ràfec imbricat, on es distingeixen planta baixa, planta pis i golfes. Portal adovellat d'arc rodó de mig punt. Finestres d'arc pla, a excepció d'una obertura de la planta pis esculpida amb cert regust gòtic.

## Història
En el fogatge de 1553 apareix documentat Pere Bosch. Tot i que té una finestra de tipus gòtic del s. XVI, aquesta sembla reaprofitada (no sabem si d'aquest edifici o d'un altre). La casa té gravada la data de 1647 que ens indica la construcció o la reforma de la casa. Fa pocs anys es va reformar i s'hi va afegir el cos lateral.